# Pseudosmittia brevicornis
Pseudosmittia brevicornis är en tvåvingeart som beskrevs av Karl Strenzke 1950. Pseudosmittia brevicornis ingår i släktet Pseudosmittia och familjen fjädermyggor. Inga underarter finns listade i Catalogue of Life.